# 光と影 (植村花菜の曲)
「光と影」（ひかりとかげ）は、植村花菜の6枚目のシングルである。

## 収録 曲
1. 光と影
（作詞・作曲：花菜 編曲：澤近秦輔）
2. 月のない夜
（作詞・作曲：花菜 編曲：澤近秦輔）
3. 光と影（Instrumental）
4. 月のない夜（Instrumental）

## 楽曲エピソード
- 「光と影」は、PlayStation Portable用ソフト『テイルズ オブ ザ ワールド レディアント マイソロジー』テーマソング（オープニングテーマ）として制作を依頼された。歌詞についての提言はされていなかったが、ゲームの主旨の説明を受けていたときに「ルールは自分で作ればいい」と言うフレーズが思い浮かび、そこから歌詞を発展させていった（本人談）。PV撮影は鷺沼にある黒沢スタジオで行われた。当初、深夜0時ぐらいの予定が午前4時半までかかった[要出典]。
- 2006年12月14日付けの『ぴあ』CD満足度ランキングで8位を獲得[1]。
- 2011年発売の『The Best : Tales of the World Radiant Mythology』において、上記の『レディアントマイソロジー』の続編『テイルズ オブ ザ ワールド レディアント マイソロジー2』のヒロインであるカノンノ・イアハート役の伊藤かな恵がこの曲をカバーしている。